# Natação nos Jogos Pan-Americanos de 2011 - 10 km masculino
A competição dos 10 km masculino da natação nos Jogos Pan-Americanos de 2011 foi realizada no dia 22 de outubro no Terminal Marítimo API, em Puerto Vallarta.

## Calendário
Horário local (UTC-6).
| Data          | Horário | Fase  |
| ------------- | ------- | ----- |
| 22 de outubro | 09:00   | Final |

## Medalhistas
| Ouro   | CAN Richard Weinberger |
| Prata  | USA Arthur Frayler     |
| Bronze | ARG Guillermo Bertola  |

## Resultados
| Pos.              | Nadador                 | Tempo     |
| ----------------- | ----------------------- | --------- |
| Medalha de ouro   | CAN Richard Weinberger  | 1:57:31.0 |
| Medalha de prata  | USA Arthur Frayler      | 1:57:31.3 |
| Medalha de bronze | ARG Guillermo Bertola   | 1:57:33.9 |
| 4                 | ECU Iván Enderica       | 1:57:34.6 |
| 5                 | MEX Iván de Jesús López | 1:58:21.3 |
| 6                 | VEN Erwin Maldonado     | 1:58:21.5 |
| 7                 | BRA Allan do Carmo      | 1:58:37.3 |
| 8                 | MEX Luis Escobar        | 1:58:49.6 |
| 9                 | VEN Ángel Moreira       | 2:03:13.6 |
| 10                | ECU Santiago Enderica   | 2:03:25.6 |
| 11                | ARG Damián Blaum        | 2:05:00.5 |
| 12                | BRA Samuel de Bona      | 2:08:28.4 |
| 13                | PUR Nathaniel Ramos     | 2:11:39.0 |
| 14                | CRC Rodolfo Sánchez     | 2:11:53.1 |
| 15                | GUA Kevin Vásquez       | 2:16:34.4 |
| 16                | NCA Omar Núñez          | 2:19:16.8 |
| 17                | DOM Miguel Portes       | 2:19:18.0 |

Legenda
| Recorde mundial                  | Recorde mundial (World record)               |                       | Recorde africano                      | Recorde africano (African) |                                           | Q | Classificado por posição (Qualified) |
| Recorde dos Jogos Pan-Americanos | Recorde pan-americano (Pan-American record)  | Recorde da América    | Recorde da América (Americas)         | q                          | Classificado por melhor tempo (Qualified) |   |                                      |
| Melhor marca do ano              | Melhor marca do ano (World leading)          | Recorde asiático      | Recorde asiático (Asian)              | DNS                        | Não largou (Did not start)                |   |                                      |
| Recorde nacional                 | Recorde nacional (National record)           | Recorde europeu       | Recorde europeu (European)            | DNF                        | Não terminou (Did not finish)             |   |                                      |
| Recorde pessoal                  | Recorde pessoal do atleta (Personal best)    | Recorde da Oceania    | Recorde da Oceania (Oceania)          | DSQ / DQ                   | Desclassificado (Disqualified)            |   |                                      |
| Recorde da temporada             | Recorde da temporada do atleta (Season best) | Recorde sul-americano | Recorde sul-americano (South America) | NM                         | Sem marca (No mark)                       |   |                                      |